# Mittelmeerspiele 2022/Tischtennis
Bei den Mittelmeerspielen 2022 in Oran, Algerien, fanden vom 26. bis 30. Juni insgesamt vier Wettbewerbe im Tischtennis statt, jeweils zwei bei den Männern und bei den Frauen. Austragungsort war das Mohammed Ben Ahmed Convention Centre.

## Bilanz

### Medaillenspiegel
| Platz  | Land         | Gold | Silber | Bronze | Gesamt |
| ------ | ------------ | ---- | ------ | ------ | ------ |
| 1      | Ägypten      | 1    | 1      | —      | 2      |
| 2      | Spanien      | 1    | —      | 1      | 2      |
| 3      | Monaco       | 1    | —      | —      | 1      |
| 3      | Slowenien    | 1    | —      | —      | 1      |
| 5      | Portugal     | —    | 2      | 2      | 4      |
| 6      | Italien      | —    | 1      | —      | 1      |
| 7      | Griechenland | —    | —      | 1      | 1      |
| Gesamt | Gesamt       | 4    | 4      | 4      | 12     |

### Medaillengewinner
Männer
| Disziplin  | Gold                                          | Silber                                        | Bronze                                                          |
| ---------- | --------------------------------------------- | --------------------------------------------- | --------------------------------------------------------------- |
| Einzel     | Álvaro Robles                                 | Omar Assar                                    | João Geraldo                                                    |
| Mannschaft | SlowenienPeter Hribar Darko Jorgić Deni Kožul | PortugalDiogo Chen João Geraldo João Monteiro | GriechenlandKonstantinos Konstantinopoulos Ioannis Sgouropoulos |

Frauen
| Disziplin  | Gold                                          | Silber                                                  | Bronze                                      |
| ---------- | --------------------------------------------- | ------------------------------------------------------- | ------------------------------------------- |
| Einzel     | Yang Xiaoxin                                  | Shao Jieni                                              | María Xiao                                  |
| Mannschaft | ÄgyptenMariam Alhodaby Dina Meshref Hana Goda | ItalienNicole Arlia Giorgia Piccolin Nikoleta Stefanova | PortugalInês Matos Matilde Pinto Shao Jieni |